# Prag 9
Prag 9 ist ein Verwaltungsbezirk der tschechischen Hauptstadt Prag. Er umfasst den überwiegenden Teil der Katastralgemeinde Vysočany, einen Teil von Libeň (östlich der Bahnstrecke 070), Prosek, einen Teil von Střížkov, den Großteil von Hrdlořezy, einen Teil von Hloubětín und einen kleinen Teil von Malešice.
In Prag 9 befinden sich der Bahnhof Praha-Vysočany und der Bahnhof Praha-Libeň sowie Stationen der Metrolinien B (Českomoravská, Vysočanská, Kolbenova) und C (Prosek).

## Bedeutende Bauten
- Wenzelskirche in Prosek
- Eisenbahnviadukt in Hloubětín
- O₂ Arena

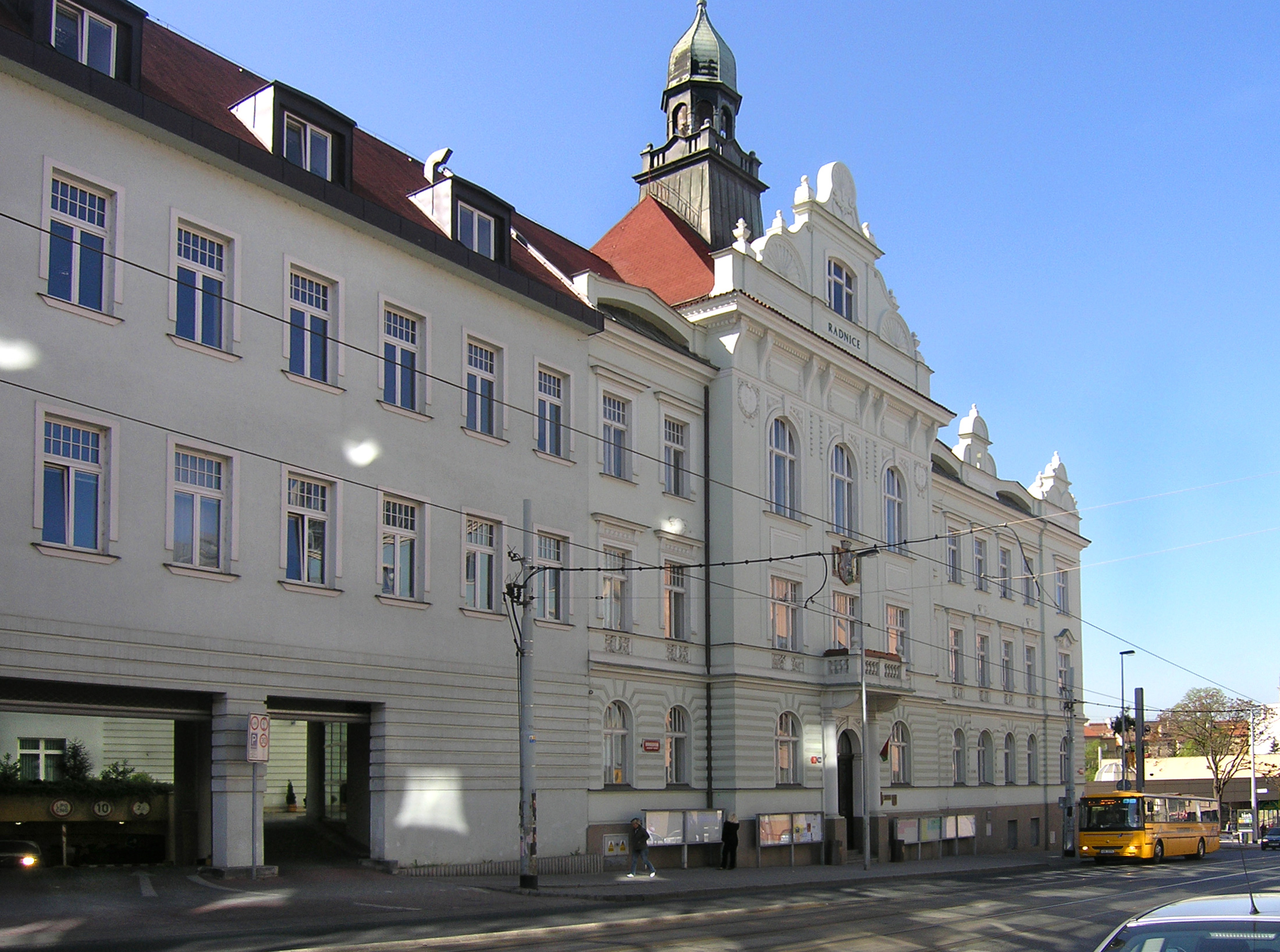
Rathaus von Prag 9 in Vysočany
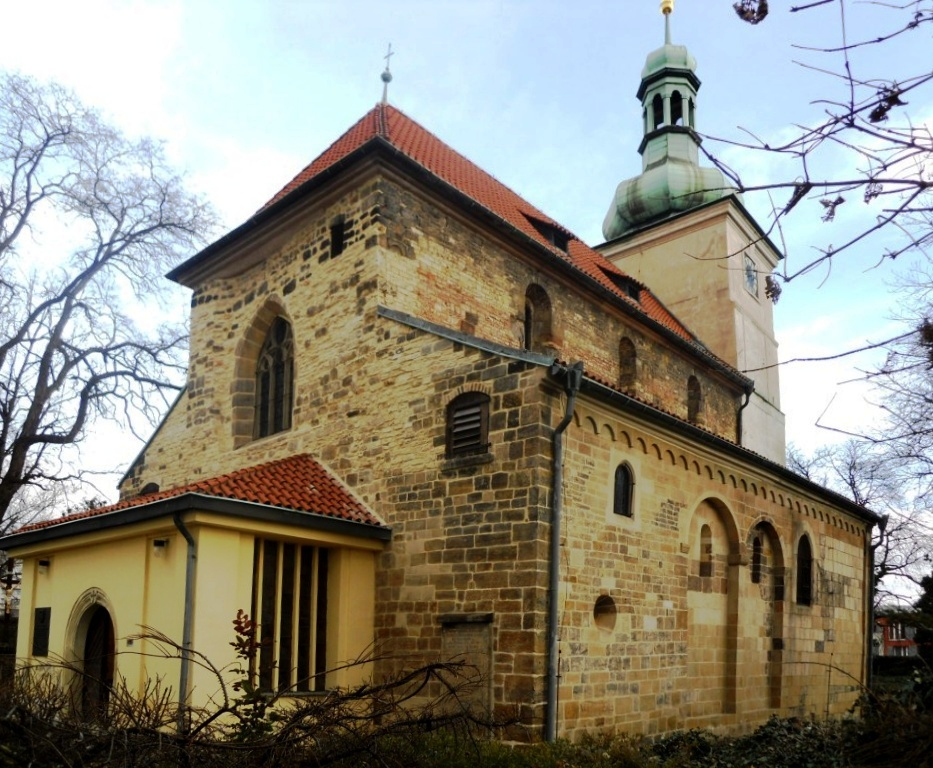
Wenzelskirche in Prosek
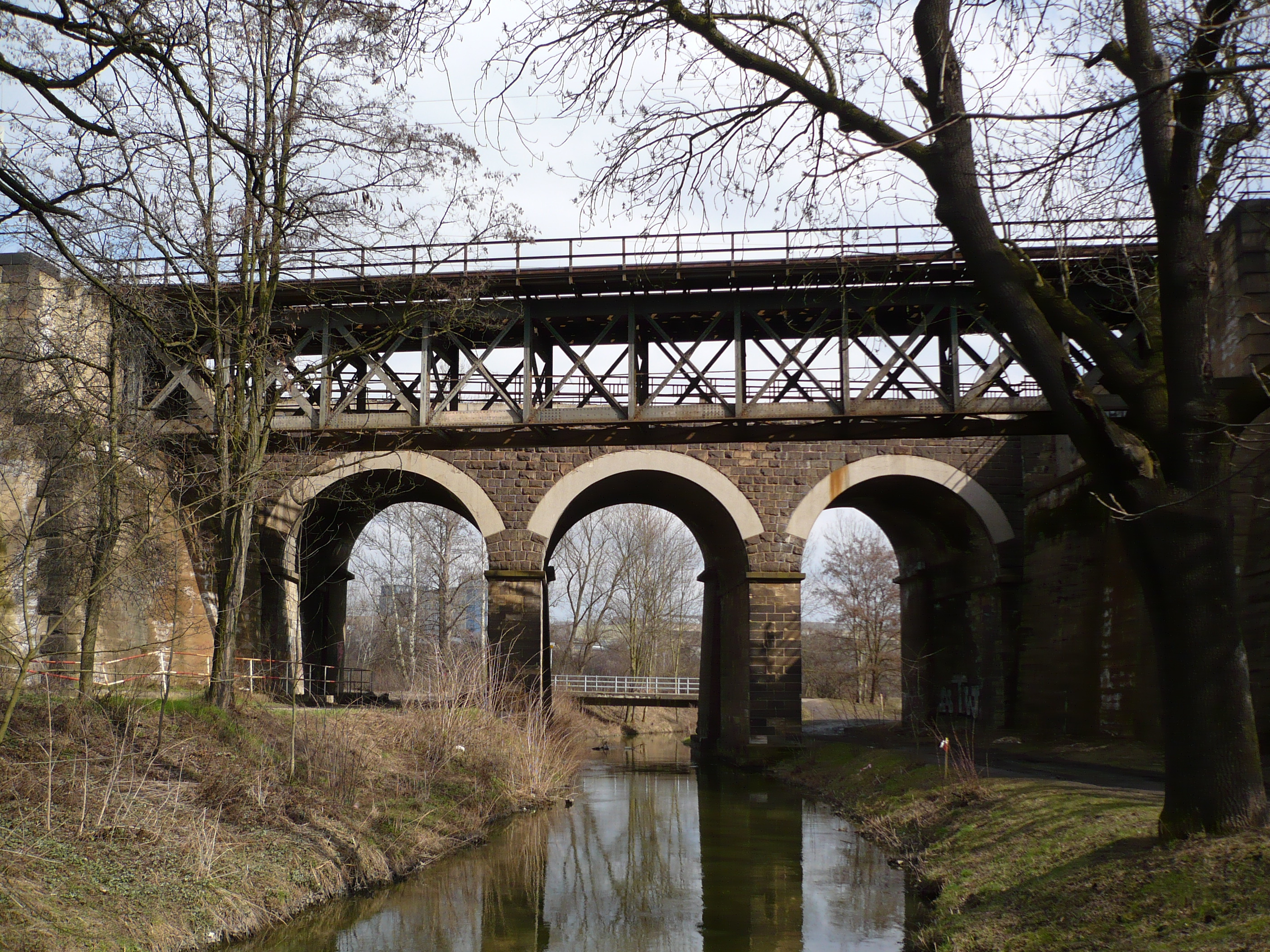
Viadukt